# Biełosielski-Biełozierski
Biełosielski-Biełozierski – rosyjski herb książęcy zatwierdzony indygenatem w Rzeczypospolitej.

## Opis herbu
Opis zgodnie z klasycznymi regułami blazonowania:
W polu błękitnym dwie ryby ukośnie skrzyżowane, srebrne wyskakują z wody, nad nimi w złotym półksiężycu takiż krzyż kawalerski. 
Tarcza umieszczona na płaszczu książęcym czerwonym podbitym gronostajami, nad którym mitra. 

## Najwcześniejsze wzmianki
Indygenat z 1780 roku. Podobieństwo do herbu Księstwa Biełoozierskiego, oraz zbieżność nazwisk każe przypuszczać, że indygenowano potomka książąt Biełoozierskich z Rosji.

## Herbowni
Biełosielski – Biełozierski.